# NGC 46
NGC 46 är en stjärna i Fiskarnas stjärnbild. Den upptäcktes den 22 oktober 1852 av den irländske politikern och astronomen Edward Joshua Cooper och identifierades först felaktigt som en nebulosa, därav namnet.
Stjärnan är av spektraltyp F8 och har visuell magnitud +11,7. Den  befinner sig på ett avstånd av 962±281 ljusår.